# Bir El Arch
Bir El Arch est une commune de la wilaya de Sétif en Algérie.

## Géographie
Il est situé à l'est de la ville d'El Eulma.

## Histoire
Avant de prendre son nom actuel, Bir El Arch a porté l'ancien nom colonial de Paladines puis de Navarin.